# Fara v Hostivaři
Fara v Hostivaři v Praze 10 stojí severně od kostela Stětí svatého Jana Křtitele v ulici Domkářská. Je chráněna jako nemovitá kulturní památka České republiky; kromě fary jsou chráněny také dva hospodářské objekty a pozemky zahrad.

## Historie
Původní fara z 2. poloviny 14. století zanikla. Nová byla postavena v 18. století v barokním stylu a v roce 1864 klasicistně upravena. V 80. letech 20. století proběhla její celková rekonstrukce a výměna oken s odlišným členěním.

## Popis
Pro terénní nerovnost je fara výškově osazena pod úrovní areálu kostela. Zděný patrový objekt s valbovou střechou je podsklepený. Fasády jsou jednoduché, hladké, ukončené vlysem s profilovanou korunní římsou. Okna v prvním nadzemním podlaží na jižní čtyřosé fasádě jsou orientována do nekrytého průběžného anglického dvorku. Východní a západní průčelí je též čtyřosé, severní fasáda pětiosá. Ve dvorní části je většina okenních otvorů zaslepena. Fara má dva vstupy - hlavní z ulice a vstup ze dvora s venkovním schodištěm. Oba vstupy mají jednoduché pískovcové ostění s nadsvětlíkem. Přízemí je zaklenuto plackovými klenbami, patro je plochostropé. V budově se dochovala ornamentální malba z počátku 18. století na stropě sálu a tříramenné klasicistní schodiště se zábradlím.

## Galerie

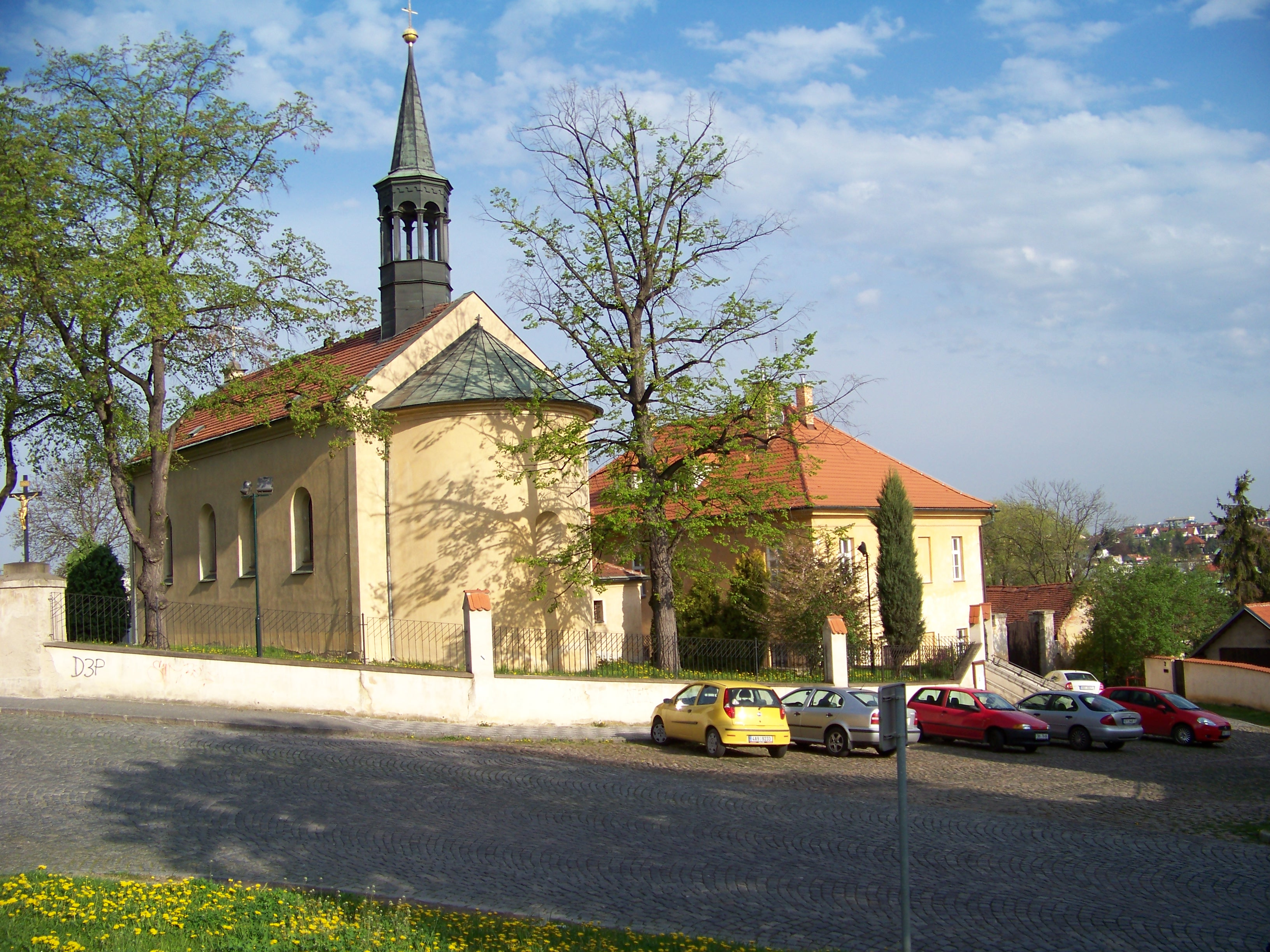
kostel a fara
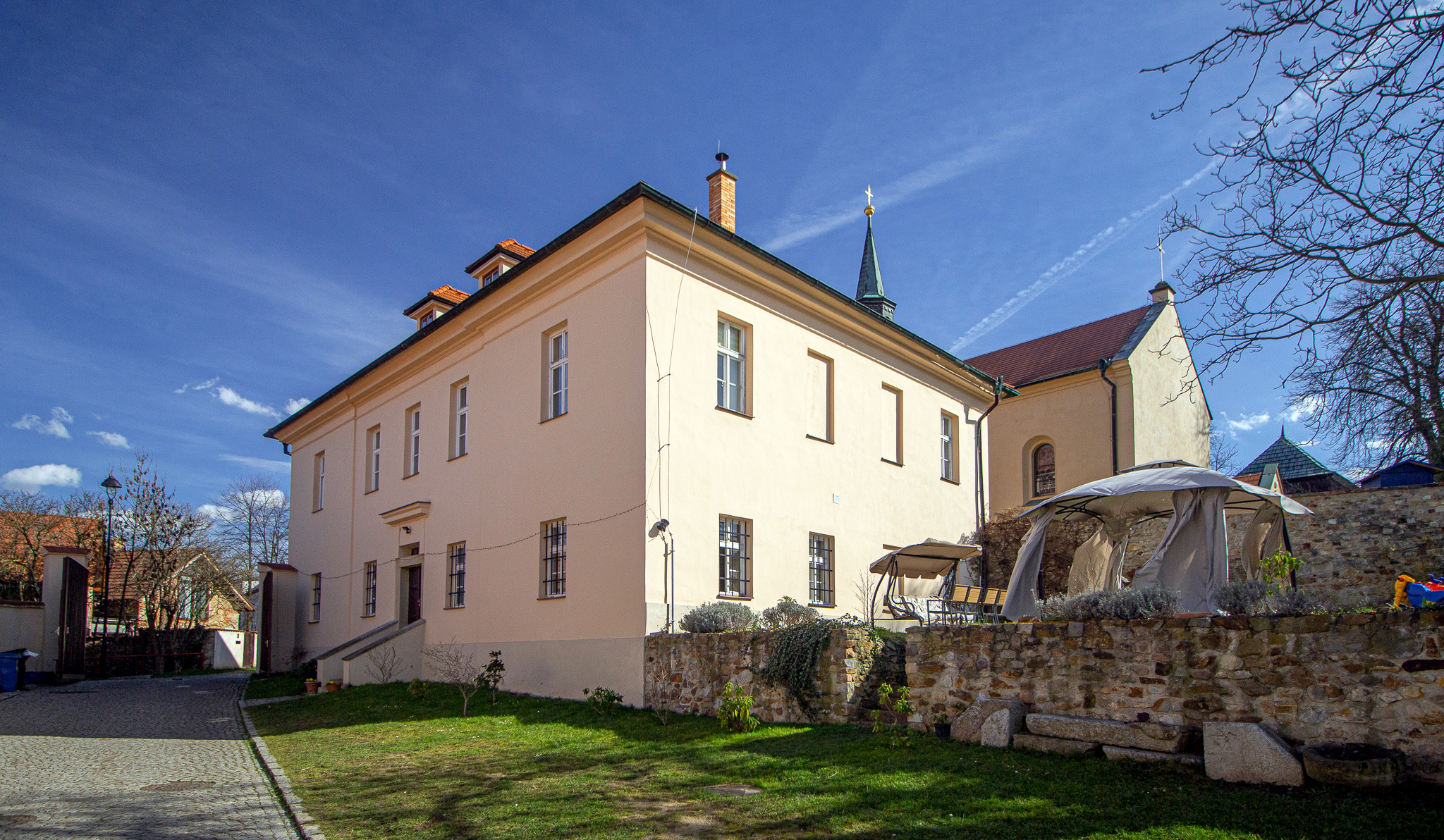
vstup ze dvora